# Anoteropsis westlandica
Anoteropsis westlandica Vink, 2002 è un ragno appartenente alla famiglia Lycosidae.

## Etimologia
Il nome proprio della specie deriva dal distretto neozelandese dove sono stati rinvenuti gli esemplari: il distretto di Westland.

## Caratteristiche
Si distingue dalle altre specie del genere per la punta a forma di mezzaluna dell'apofisi mediana del bulbo maschile e quella degli scleriti esterni dell'epigino. Morfologicamente simile ad A. hallae, se ne distingue per l'apofisi mediana più ampia verso la punta e per il labbro posteriore dell'epigino a forma di V.
L'olotipo maschile rinvenuto ha lunghezza totale è di 6,30mm; la lunghezza del cefalotorace è di 3,30mm; e la larghezza è di 1,40mm.

## Distribuzione
La specie è stata reperita nella Nuova Zelanda meridionale: l'olotipo maschile è stato rinvenuto in località Franz Josef Glacier, alle pendici del ghiacciaio omonimo, appartenente al distretto di Westland.

## Tassonomia
Al 2016 non sono note sottospecie e dal 2002 non sono stati esaminati nuovi esemplari.